# Defender of the Crown
Defender of the Crown is een videospel (avontuur, strategie). Het spel kwam in 1986 uit voor de Commodore Amiga. Later volgde ook andere populaire homecomputers. Het spel speelt zich af in middeleeuws Engeland.

## Platforms
| Jaar | Platform                                                       |
| ---- | -------------------------------------------------------------- |
| 1986 | Amiga                                                          |
| 1987 | Amstrad CPC, Atari ST, Commodore 64, DOS, Macintosh, PC Booter |
| 1988 | Apple IIgs                                                     |
| 1989 | NES                                                            |
| 1991 | CD-i, CDTV                                                     |
| 2001 | Browser                                                        |
| 2002 | Game Boy Advance, Windows                                      |
| 2011 | iPad, iPhone                                                   |

## Ontvangst
| Beoordeeld door                       | Platform         | Datum            | Score |
| ------------------------------------- | ---------------- | ---------------- | ----- |
| Power Unlimited                       | CD-i             | oktober 1993     | 87%   |
| ACE (Advanced Computer Entertainment) | Atari ST         | maart 1988       | 83%   |
| IGN                                   | Game Boy Advance | 30 oktober 2002  | 80%   |
| GameZone                              | Game Boy Advance | 26 juni 2002     | 80%   |
| The Next Level                        | Game Boy Advance | 19 november 2002 | 67%   |
| Computer Gaming World (CGW)           | Apple IIgs       | oktober 1990     | 50%   |
| Computer Gaming World (CGW)           | Amiga            | oktober 1990     | 50%   |
| Happy Computer                        | Amiga            | 1986             | 43%   |
| Imperium Gier                         | Windows          | 9 juli 2002      | 40%   |
| Gamesmania                            | Windows          | 8 april 2002     | 35%   |

## Trivia
- Het spel is opgenomen in het boek 1001 Video Games You Must Play Before You Die van Tony Mott.